# Úlster
Úlster (em inglês: Ulster; em irlandês Ulaidh ou Cúige Uladh, em ânglico escocês Ulstér) uma das das quatro províncias históricas ou tradicionais da Irlanda, dividida em nove condados, dos quais – atualmente – seis localizam-se na Irlanda do Norte e três na República da Irlanda. A província não tem funções administrativas.
A Irlanda do Norte é frequentemente designada por Úlster ou província do Reino Unido. Estes termos podem causar confusão, uma vez que uma parte da província histórica do Úlster faz parte da República da Irlanda. É considerado o coração da cultura gaélica na Irlanda.
A área total de 22 227 km² é a soma de 8 088 km² pertencentes à República da Irlanda com 14 139 km² na Irlanda do Norte.